# Spalovací prostor

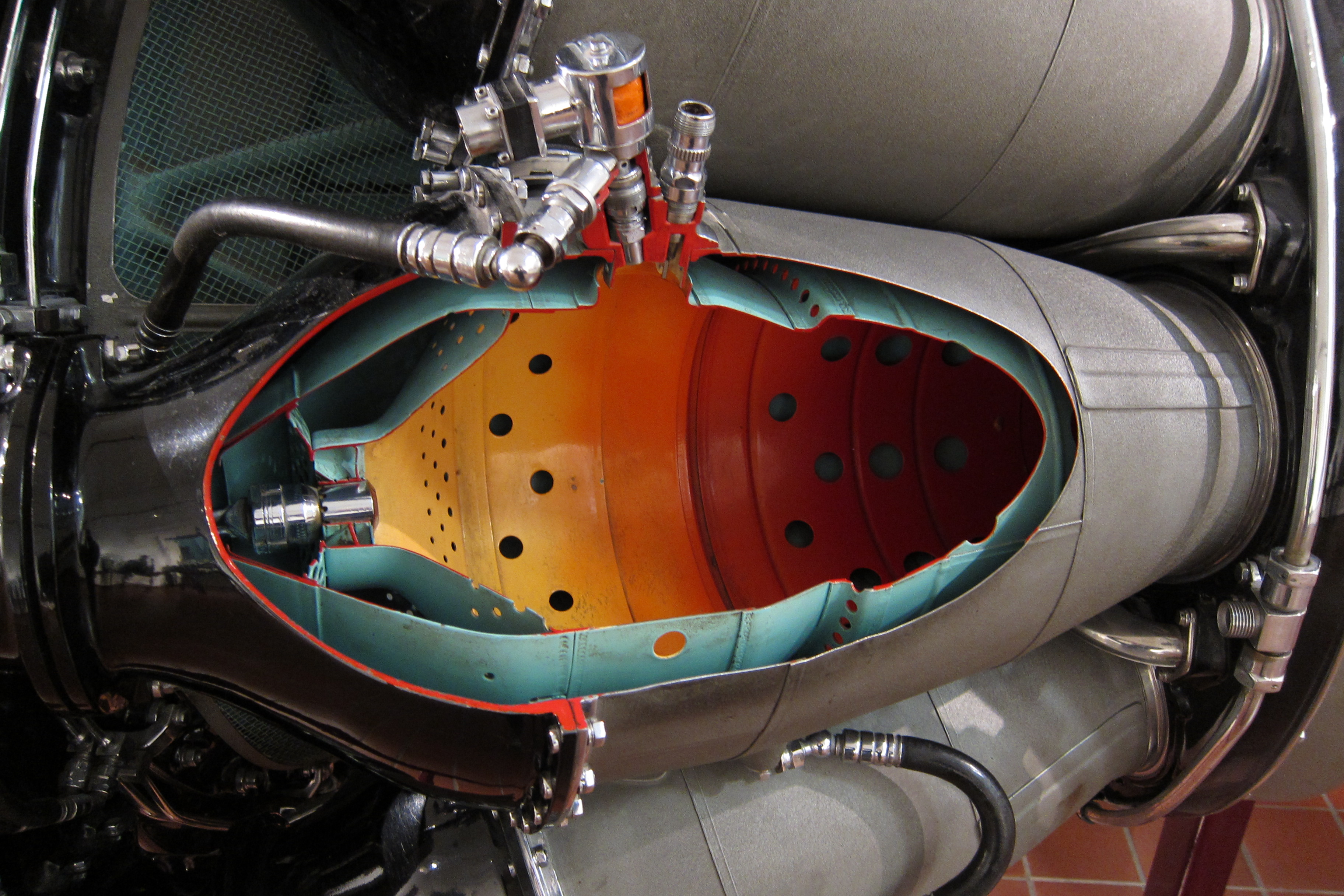
Spalovací komora proudového motoru Rolls-Royce Nene

Spalovací prostor je místo v motoru, kde se zažehne (vznítí) směs paliva se vzduchem.

## Pístový motor
Tvar spalovacího prostoru, umístění zapalovací svíčky a umístění ventilů jsou velmi důležité činitele ovlivňující průběh spalování, využití energie v palivu, vznik spalin nebo vypláchnutí spalin. Spalovací prostor může být jak v bloku motoru, tak i v pístu.
Při konstrukci spalovacích prostorů se konstruktéři snaží dosáhnout následujících vlastností:
- co nejmenší povrch – čím je povrch menší, tím menší jsou tepelné ztráty vzniklé ohříváním stěn spalovacího prostoru a zvyšuje se účinnost motoru.
- dosažení optimální doby spalování – čím je spalovací proces rychlejší, tím méně tepla se ztratí na povrchu spalovacího prostoru a spalovací proces není tolik náchylný na vznik detonací. Zato je ale chod motoru nepříjemně tvrdý.

## Proudový motor
U proudových motorů, které nemají písty, ventily ani klikové ústrojí a kde spalování probíhá nepřerušovaně (kontinuálně), se obvykle hovoří o spalovací komoře, do níž se vhání proud silně stlačeného a tedy horkého vzduchu. Do spalovací komory se zároveň vstřikuje palivo. Jeho spaliny jednak pohánějí hřídel vstupního kompresoru, jednak podle zákona akce a reakce vyvozují tah motoru.